# Homoeophloeus
Homoeophloeus is een kevergeslacht uit de familie van de boktorren (Cerambycidae). De wetenschappelijke naam van het geslacht werd voor het eerst geldig gepubliceerd in 1892 door Gahan.

## Soorten
Homoeophloeus is monotypisch en omvat slechts de volgende soort:
- Homoeophloeus licheneus Gahan, 1892